# Calypogeia tseukushiensis
Calypogeia tseukushiensis là một loài rêu trong họ Calypogeiaceae. Loài này được Amak. mô tả khoa học đầu tiên năm 1958.